# Invitation to the Dance
| Оценки критиков     | Оценки критиков |
| Источник            | Оценка          |
| ------------------- | --------------- |
| AllMusic            | [ 2 ]           |
| Chronicles of Chaos | [ 3 ]           |
| Rough Edge          | [ 4 ]           |
| Spirit of metal     | [ 5 ]           |

«Invitation to The Dance» — второй студийный альбом группы 40 Below Summer, выпущен 16 октября 2001 года на London-Sire Records, но через месяц после релиза из-за проблем лейбла выпуск продолжился на Warner Music.

## Список композиций
1. «We the People» — 3:40
2. «Rope» — 4:21
3. «Still Life» — 3:02
4. «Wither Away» — 4:18
5. «Step Into the Sideshow» — 3:04
6. «Falling Down» — 4:27
7. «Smile Electric» — 2:59
8. «Rejection» — 4:09
9. «Power Tool» — 4:15
10. «Drown» — 4:30
11. «Minus One» — 2:36
12. «Jonesin'» — 4:43

## Участники записи
- Макс Иллидж (Max Illidge) — вокал
- Джои Д’Амико (Joey D’Amico) — ритм-гитара
- Джордан Плингос (Jordan Plingos) — соло-гитара
- Карлос Агилар (Carlos Aguilar) — ударные
- Эктор Грациани (Hector Graziani) — бас-гитара